# Гончарово (Рыбинский район)
Гончарово — деревня Арефинского сельского поселения Рыбинского района Ярославской области .
Деревня расположена на севере сельского поселения, на правом берегу реки Ухра. Она стоит на северо-запад от центра сельского поселения села Арефино. Дороги к Арефино идут по правому берегу через деревни Чернышкино, Дор и Харино. На том же берегу Ухры в западном направлении стоит деревня Олехово. К северу от деревни сельскохозяйственные угодья, в центре которых стоит деревня Патрикеево, за которыми протекает правый приток Ухры, река Восломка, по которой проходит граница Рыбинского и Пошехонского районов .
Деревня Гончарова указана на плане Генерального межевания Рыбинского уезда 1792 года.
На 1 января 2007 года в деревне Гончарово числилось 5 постоянных жителей . Почтовое отделение, расположенное в селе Арефино, обслуживает в деревне Гончарово 17 домов .